# Sport-Express
Sport-Express (en ruso: Спорт-Экспресс) es un periódico deportivo ruso fundado en 1991 por periodistas procedentes de Sovetsky Sport. Tiene su sede en Moscú y es de periodicidad diaria. Actualmente forma parte de European Sports Magazines.

## Historia
Sport-Express fue publicado por primera vez el 14 de agosto de 1991 y había sido fundado oficialmente poco antes por Vladimir Kuchmiy y otros periodistas procedentes de Sovetsky Sport, el periódico deportivo más antiguo de la Unión Soviética. En 2003, la circulación del diario estaba situada como la tercera más grande con 650.000 copias.
El diario se publica en 31 ciudades del mundo, preferentemente de habla rusa o con grandes comunidades de rusos, en Rusia, Letonia, Bielorrusia, Ucrania, Kazajistán, Armenia, Azerbaiyán, Kirguistán, Moldavia, Tayikistán, Uzbekistán y Estados Unidos. El 21 de marzo de 2009 falleció, súbitamente a la edad de 60 años, Vladimir Kuchmiy, fundador de Sport-Express y director hasta el día de su muerte. En agosto de 2012, las pérdidas económicas de la crisis provocó retrasos en los salarios, los periodistas amenazaron al director y propietario Ivan Rubin. Como resultado, Rubin vendió Sport-Express presumiblemente a Baltic Media Group.